# Pałac w Sudyłkowie
Pałac w Sudyłkowie – obiekt wzniesiony w latach 70–80. XVIII w. przez Jana Grocholskiego, oboźnego koronnego w stylu francuskiego rokoko.

## Historia
Pałac spłonął w 1859 r. Podczas pobytu Tadeusza Jerzego Steckiego w Sudyłkowie pałac nie miał dachu. Ocalałe z pożaru meble, obrazy przedstawiające członków rodu Grocholskich oraz prawie cała biblioteka znajdowały się w budynku gospodarczym. Obok pięknego pałacu Grocholski wybudował małą pałacową kapliczkę.